# Équipe de Macao de futsal
Maillots
L'équipe de Macao de futsal (chinois : 澳門足球代表隊 ; portugais : Selecção Macaense de Futesal) est une sélection des meilleurs joueurs macanais sous l'égide de la Fédération de Macao de football (chinois : 澳門足球總會 ; portugais : Associação de Futebol de Macau).
Macao est une région administrative de la république populaire de Chine, qui a le droit de se présenter seule (sans la Chine) dans les compétitions sportives internationales.

## Histoire
La Coupe d'Asie de l'est de Futsal sert de tournoi qualificatif pour la Coupe d'Asie de Futsal.

## Parcours aux Jeux Lusophony de futsal
- 2006 : 4e
- 2009 : Ne participe pas

## Parcours à la Coupe d'Asie de l'est de futsal
- 2006 : 4e
- 2009 : 5e

## Parcours à la Coupe d'Asie de futsal
- 1999 : Ne participe pas
- 2000 : 1er tour
- 2001 : Ne participe pas
- 2002 : Ne participe pas
- 2003 : 1er tour
- 2004 : 1er tour
- 2005 : 2e tour
- 2006 : Ne se qualifie pas
- 2007 : Ne participe pas
- 2008 : Ne se qualifie pas
- 2010 : Ne se qualifie pas
- 2012 : Ne se qualifie pas
- 2014 : Ne se qualifie pas
- 2016 : Ne participe pas

## Parcours en Coupe du monde de futsal
- 1989 à 2016 : Ne se qualifie pas

## Matchs par adversaire
| Date             | Lieu                | Équipe | Résultat | Adversaire     |
| ---------------- | ------------------- | ------ | -------- | -------------- |
| 5 mai 2000       | Bangkok Thaïlande   | Macao  | 0 - 22   | Iran           |
| 6 mai 2000       | Bangkok Thaïlande   | Macao  | 3 - 6    | Kirghizistan   |
| 7 mai 2000       | Bangkok Thaïlande   | Macao  | 1 - 12   | Japon          |
| 9 mai 2000       | Bangkok Thaïlande   | Macao  | 0 - 22   | Ouzbékistan    |
| 28 juillet 2003  | Téhéran Iran        | Macao  | 1 - 12   | Koweït         |
| 30 juillet 2003  | Téhéran Iran        | Macao  | 1 - 14   | Japon          |
| 31 juillet 2003  | Téhéran Iran        | Macao  | 0 - 9    | Palestine      |
| 17 avril 2004    | Macao               | Macao  | 1 - 8    | Liban          |
| 18 avril 2004    | Macao               | Macao  | 1 - 7    | Kirghizistan   |
| 19 avril 2004    | Macao               | Macao  | 7 - 3    | Philippines    |
| 21 avril 2004    | Macao               | Macao  | 0 - 17   | Japon          |
| 23 mai 2005      | Ho Chi Minh Vietnam | Macao  | 2 - 9    | Palestine      |
| 24 mai 2005      | Ho Chi Minh Vietnam | Macao  | 2 - 2    | Philippines    |
| 26 mai 2005      | Ho Chi Minh Vietnam | Macao  | 1 - 13   | Ouzbékistan    |
| 29 mai 2005      | Ho Chi Minh Vietnam | Macao  | 1 - 9    | Indonésie      |
| 30 mai 2005      | Ho Chi Minh Vietnam | Macao  | 0 - 9    | Malaisie       |
| 1er juin 2005    | Ho Chi Minh Vietnam | Macao  | 1 - 10   | Liban          |
| 18 avril 2006    | Kuantan Malaisie    | Macao  | 1 - 8    | Corée du Sud   |
| 20 avril 2006    | Kuantan Malaisie    | Macao  | 2 - 14   | Hong Kong      |
| 22 avril 2006    | Kuantan Malaisie    | Macao  | 2 - 16   | Australie      |
| 9 octobre 2006   | Macao               | Macao  | 0 - 2    | Angola         |
| 10 octobre 2006  | Macao               | Macao  | 13 - 4   | Timor oriental |
| 11 octobre 2006  | Macao               | Macao  | 0 - 27   | Brésil         |
| 13 octobre 2006  | Macao               | Macao  | 0 - 22   | Portugal       |
| 26 mars 2008     | Shah Alam Malaisie  | Macao  | 4 - 2    | Indonésie      |
| 27 mars 2008     | Shah Alam Malaisie  | Macao  | 2 - 3    | Qatar          |
| 29 mars 2008     | Shah Alam Malaisie  | Macao  | 3 - 3    | Koweït         |
| 30 mars 2008     | Shah Alam Malaisie  | Macao  | 1 - 0    | Brunei         |
| 24 novembre 2009 | Pékin Chine         | Macao  | 1 - 10   | Japon          |
| 25 octobre 2009  | Pékin Chine         | Macao  | 5 - 9    | Taipei chinois |
| 26 octobre 2009  | Pékin Chine         | Macao  | 1 - 9    | Hong Kong      |
| 28 octobre 2009  | Pékin Chine         | Macao  | 8 - 2    | Guam           |
| 3 octobre 2013   | Ho Chi Minh Vietnam | Macao  | 0 - 9    | Chine          |
| 4 octobre 2013   | Ho Chi Minh Vietnam | Macao  | 1 - 5    | Corée du Sud   |
| 5 octobre 2013   | Ho Chi Minh Vietnam | Macao  | 3 - 6    | Hong Kong      |
| 6 octobre 2013   | Ho Chi Minh Vietnam | Macao  | 1 - 3    | Taipei chinois |

### Nations rencontrées
| Adversaire     | Joués | Victoires | Matchs nuls | Défaites | Buts pour | Buts contre |
| -------------- | ----- | --------- | ----------- | -------- | --------- | ----------- |
| Angola         | 1     | 0         | 0           | 1        | 0         | 2           |
| Timor oriental | 1     | 1         | 0           | 0        | 13        | 4           |
| Brésil         | 1     | 0         | 0           | 1        | 0         | 27          |
| Portugal       | 1     | 0         | 0           | 1        | 0         | 22          |
| Chine          | 1     | 0         | 0           | 1        | 0         | 9           |
| Taipei chinois | 2     | 0         | 0           | 2        | 6         | 12          |
| Japon          | 4     | 0         | 0           | 4        | 3         | 53          |
| Hong Kong      | 3     | 0         | 0           | 3        | 6         | 29          |
| Corée du Sud   | 2     | 0         | 0           | 2        | 2         | 13          |
| Guam           | 1     | 1         | 0           | 0        | 8         | 2           |
| Brunei         | 1     | 1         | 0           | 0        | 1         | 0           |
| Qatar          | 1     | 0         | 0           | 1        | 2         | 3           |
| Australie      | 1     | 0         | 0           | 1        | 2         | 16          |
| Palestine      | 2     | 0         | 0           | 2        | 2         | 18          |
| Philippines    | 2     | 1         | 1           | 0        | 9         | 5           |
| Malaisie       | 1     | 0         | 0           | 1        | 0         | 9           |
| Koweït         | 2     | 0         | 1           | 1        | 4         | 15          |
| Liban          | 2     | 0         | 0           | 2        | 2         | 18          |
| Kirghizistan   | 2     | 0         | 0           | 2        | 4         | 13          |
| Ouzbékistan    | 2     | 0         | 0           | 2        | 1         | 35          |
| Iran           | 1     | 0         | 0           | 1        | 0         | 22          |
| Indonésie      | 2     | 1         | 0           | 1        | 5         | 11          |

## Bilan
| Rang | Équipe | Pts | J  | G | N | P  | Bp | Bc  | Diff |
| ---- | ------ | --- | -- | - | - | -- | -- | --- | ---- |
| #    | Macao  | 17  | 36 | 5 | 2 | 29 | 71 | 321 | -250 |

### Les 5 meilleurs buteurs
| Rang | Joueur          | Buts | Sél. |
| ---- | --------------- | ---- | ---- |
| 1    | Ho Wai Tong     | 6    | 10   |
| 2    | Geofredo Cheung | 4    | 8    |
| 3    | Chau Man Hou    | 3    | 4    |
| 4    | Chong Kun Kam   | 3    | 4    |
| 5    | Leong Chong In  | 3    | 4    |